# Audrey Tomason

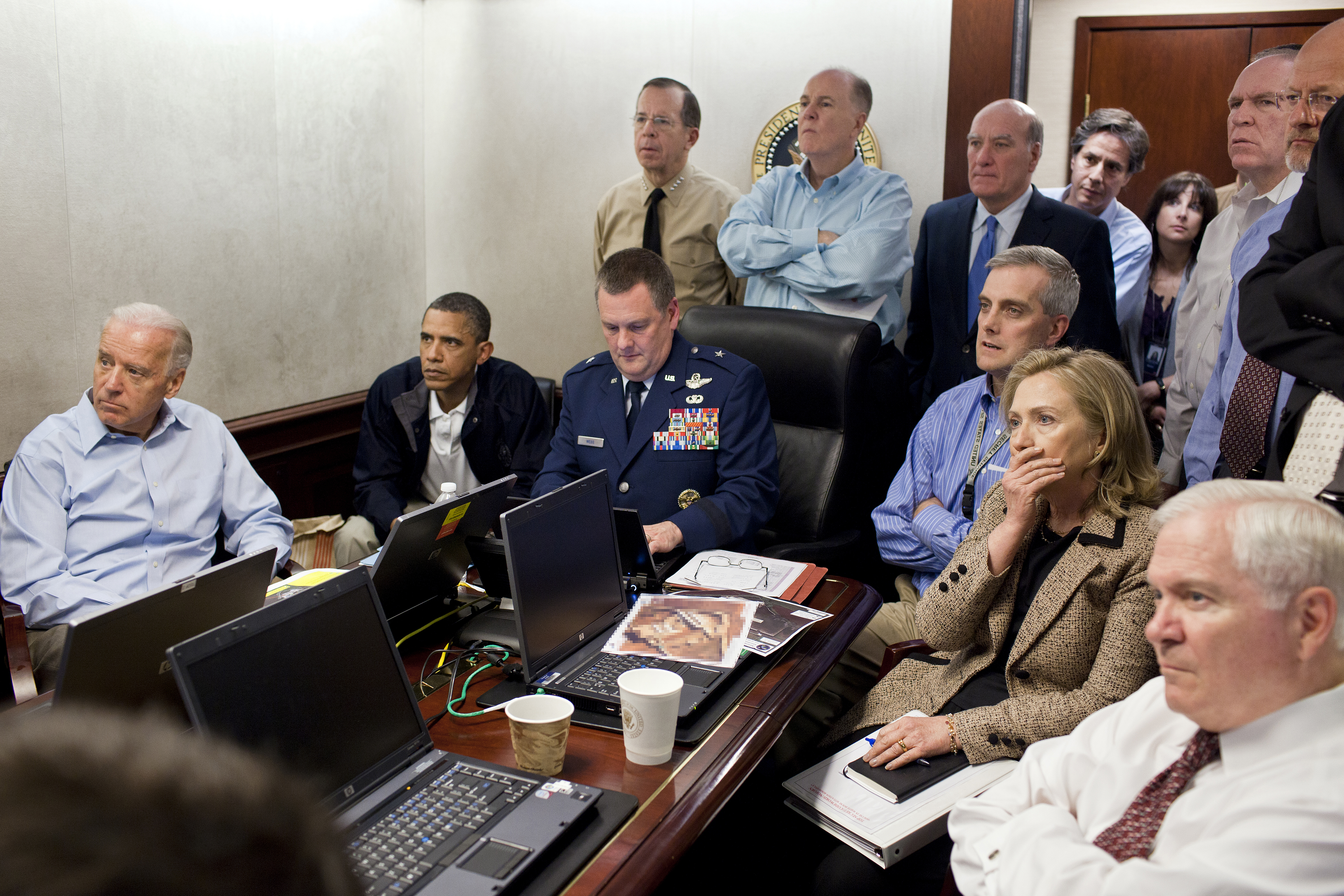
Audrey Tomason au second plan, troisième en partant de la gauche, sur la photographie The Situation Room.

Audrey F. Tomason est la directrice du contre-terrorisme au sein du Conseil de sécurité nationale des États-Unis sous l'administration Obama.
Elle apparaît sur la photographie The Situation Room.

## Sources
- (en) Cet article est partiellement ou en totalité issu de l’article de Wikipédia en anglais intitulé « Audrey Tomason » (voir la liste des auteurs).